# 康提尼博物館
康提尼博物館（法語：Musée Cantini）是位於法國馬賽的一座博物館。

## 历史
開幕於1936年。博物館主要收藏展示現代藝術的美術品，特別是20世紀前期的繪畫作品。博物館建築修建於1694年。博物館是法國博物館當中1900年至1960年藏品最豐富的博物館之一。

## 外部連結
- Musée Cantini （页面存档备份，存于）

43°17′32″N 5°22′41″E / 43.29222°N 5.37806°E